# Bruntofsbulbyl
Bruntofsbulbyl (Alophoixus pallidus) är en fågel i familjen bulbyler inom ordningen tättingar.

## Utseende
Bruntofsbulbylen är en stor (23 cm) bulbyl med olivgrön ovansida, gul undersida och vita strupfjädrar som ofta puffas upp (därav det engelska trivialnamnet Puff-throated Bulbul). Den liknar vitstrupig bulbyl, men har mindre färgglad undersida. Benen är svarta och ögat brunt, liksom näbben. Honan går inte att skilja åt i fält.

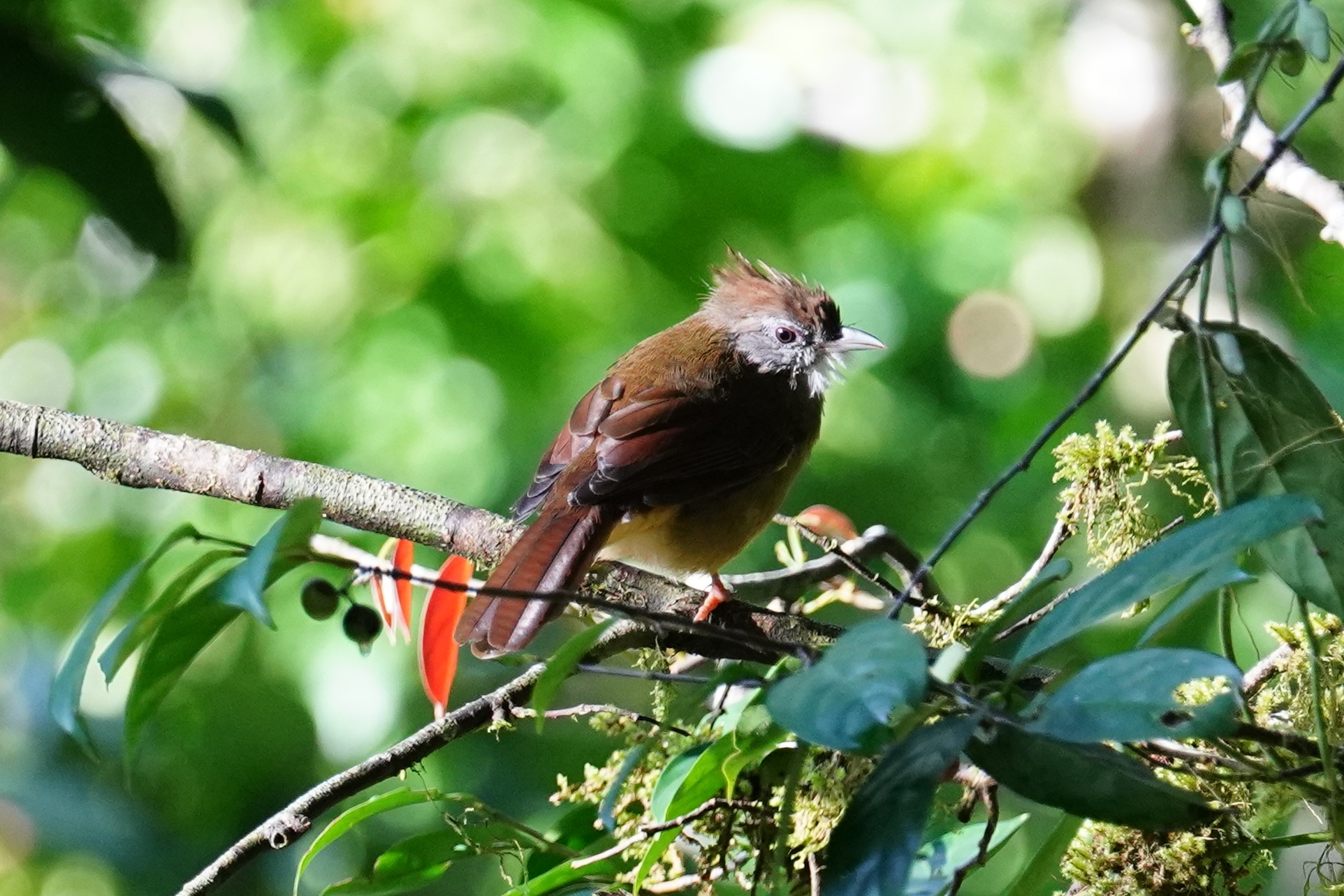

## Utbredning och systematik
Bruntofsbulbylen förekommer på det sydöstasiatiska fastlandet, från södra Myanmar österut till Vietnam. Den delas in i sju underarter med följande utbredning:
- Alophoixus pallidus griseiceps – förekommer i Pegu Yoma-bergen (Myanmar)
- pallidus-gruppen
  - Alophoixus pallidus robinsoni – förekommer i södra Myanmar (Amherst district i Tenasserim)
  - Alophoixus pallidus henrici – förekommer från sydvästra Kina (västra Yunnan till södra Guangxi) till norra Thailand, norra Indokina
  - Alophoixus pallidus pallidus – förekommer på Hainan (södra Kina)
  - Alophoixus pallidus isani – förekommer i nordvästra delen av östra platån i Thailand
  - Alophoixus pallidus annamensis – förekommer i centrala Indokina
  - Alophoixus pallidus khmerensis – förekommer i södra Laos Kambodja och södra Vietnam

Sedan 2016 urskiljer Birdlife International och naturvårdsunionen IUCN griseiceps som den egna arten "gråkronad bulbyl".

## Status
IUCN bedömer hotstatus för underartsgrupperna, eller arterna, var för sig, båda som livskraftiga.